# Mittagspitze (Hindelang)
Die Mittagspitze, in der amtlichen Karte Mittagsspitz, ist der nordöstliche Eckpunkt der Pfannenhölzer, des langen, vom Kleinen Daumen nach Osten streichenden Grates. Die Mittagspitze ist 1682 m hoch. Ihren Namen hat die Mittagspitze vom Sonnenstand, weil von Hinterstein die Sonne zur Mittagszeit senkrecht über der Mittagspitze steht.
Auf die Mittagspitze führen keine markierten Wanderwege. Sie kann im Zuge einer Überschreitung der Pfannenhölzer erstiegen werden. Dieser Anstieg erfordert Klettererfahrung.